# اکبر ایمانی
اکبر ایمانی قره‌آغاج سفلی (زادهٔ ۱ فروردین ۱۳۷۱) بازیکن سابق فوتبال اهل ایران است که در پست هافبک دفاعی بازی می‌کرد.
وی برای بازی دوستانه با تیم ملی بوسنی و هرزگوین توسط دراگان اسکوچیچ به تیم ملی ایران ایران دعوت شد.

## افتخارات

### باشگاهی
- - ۹۱

#### ملوان
- جام حذفی ایران
  - قهرمان (۱): ۱۳۹۴–۱۳۹۳

#### تراکتور
- جام حذفی ایران
  - قهرمان (۱): ۱۳۹۹–۱۳۹۸